# Corkscrew (Achterbahnmodell)
Corkscrew (englisch für Korkenzieher) ist die Bezeichnung eines Stahlachterbahnmodells des Herstellers Arrow Dynamics, welches erstmals 1975 ausgeliefert wurde.
Die 383 Meter lange Strecke erreicht eine Höhe von 21 Metern und verfügt über eine 19 Meter hohe erste Abfahrt. Außerdem verfügt die Strecke über einen doppelten Korkenzieher. Eine um einen Looping erweiterte Variante dieses Modells wurde unter dem Namen Loop & Corkscrew hergestellt.
Es wurden 14 Anlagen hergestellt, wovon neun versetzt wurden.

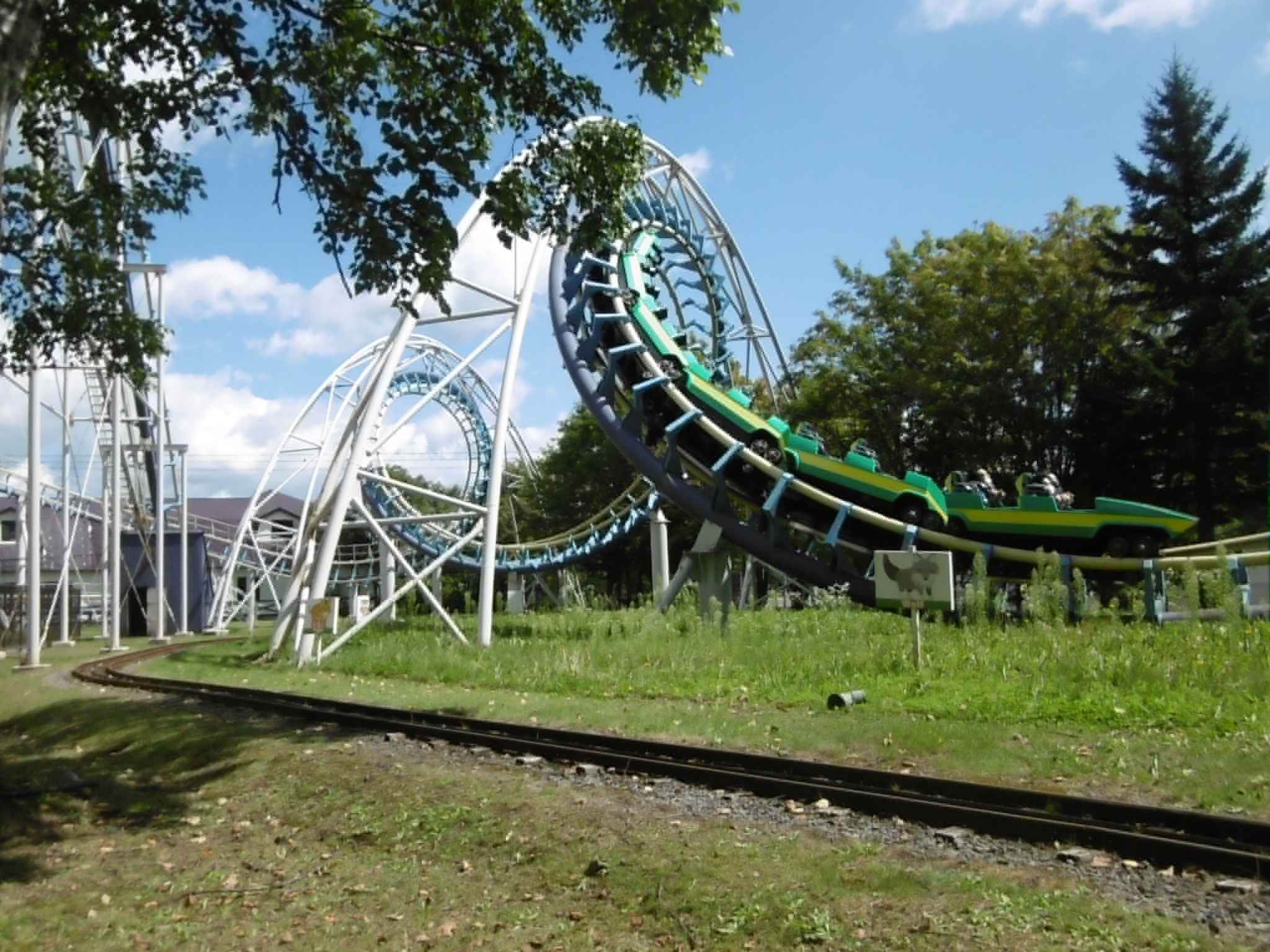
Corkscrew im Rusutsu Resort
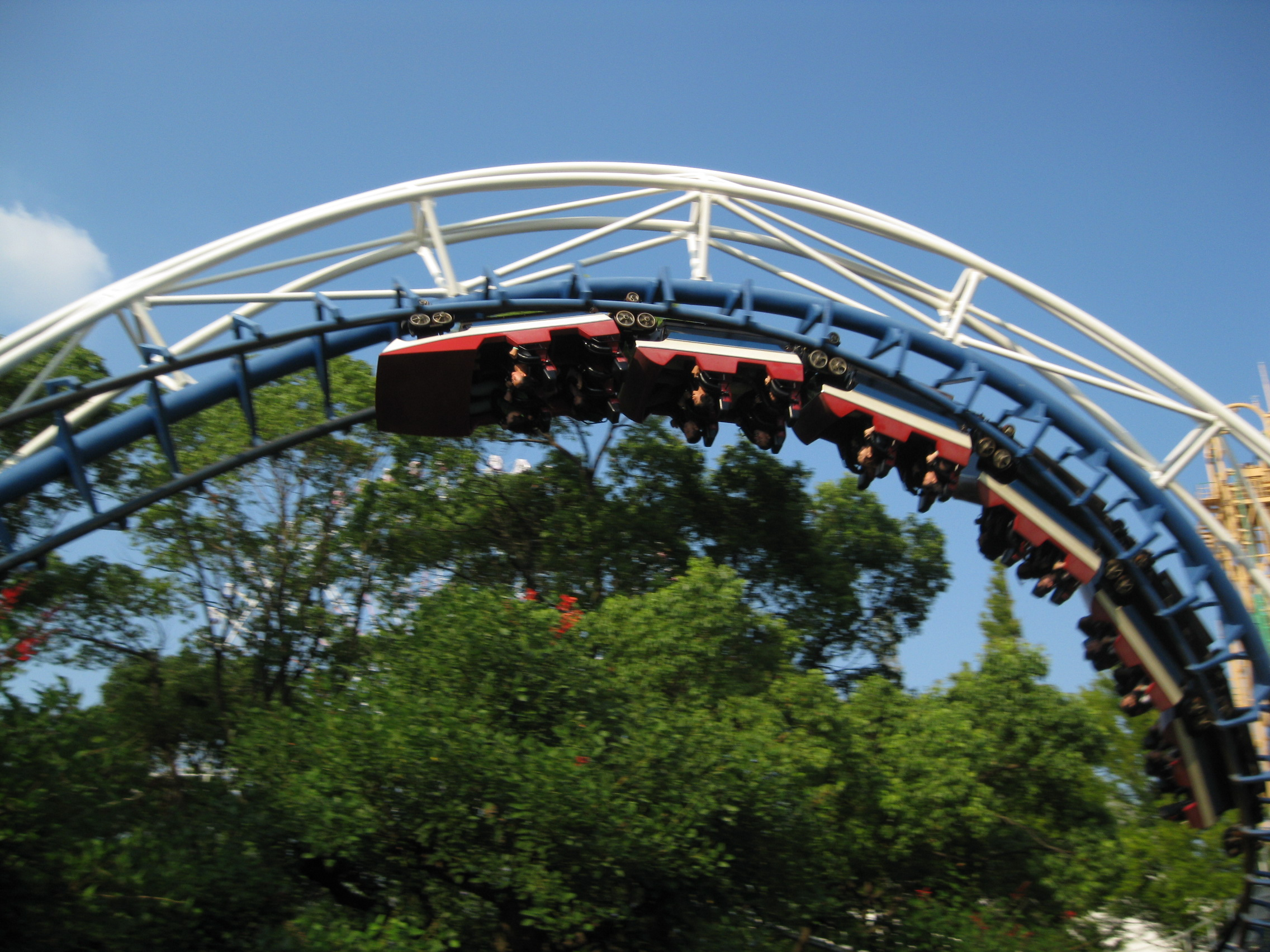
Corkscrew in Nagashima Spa Land
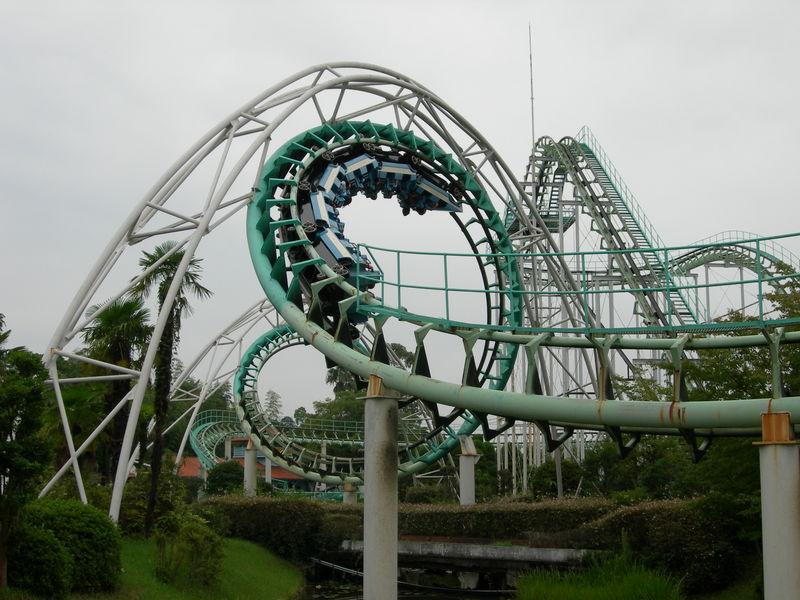
Screw Coaster im Nara Dreamland
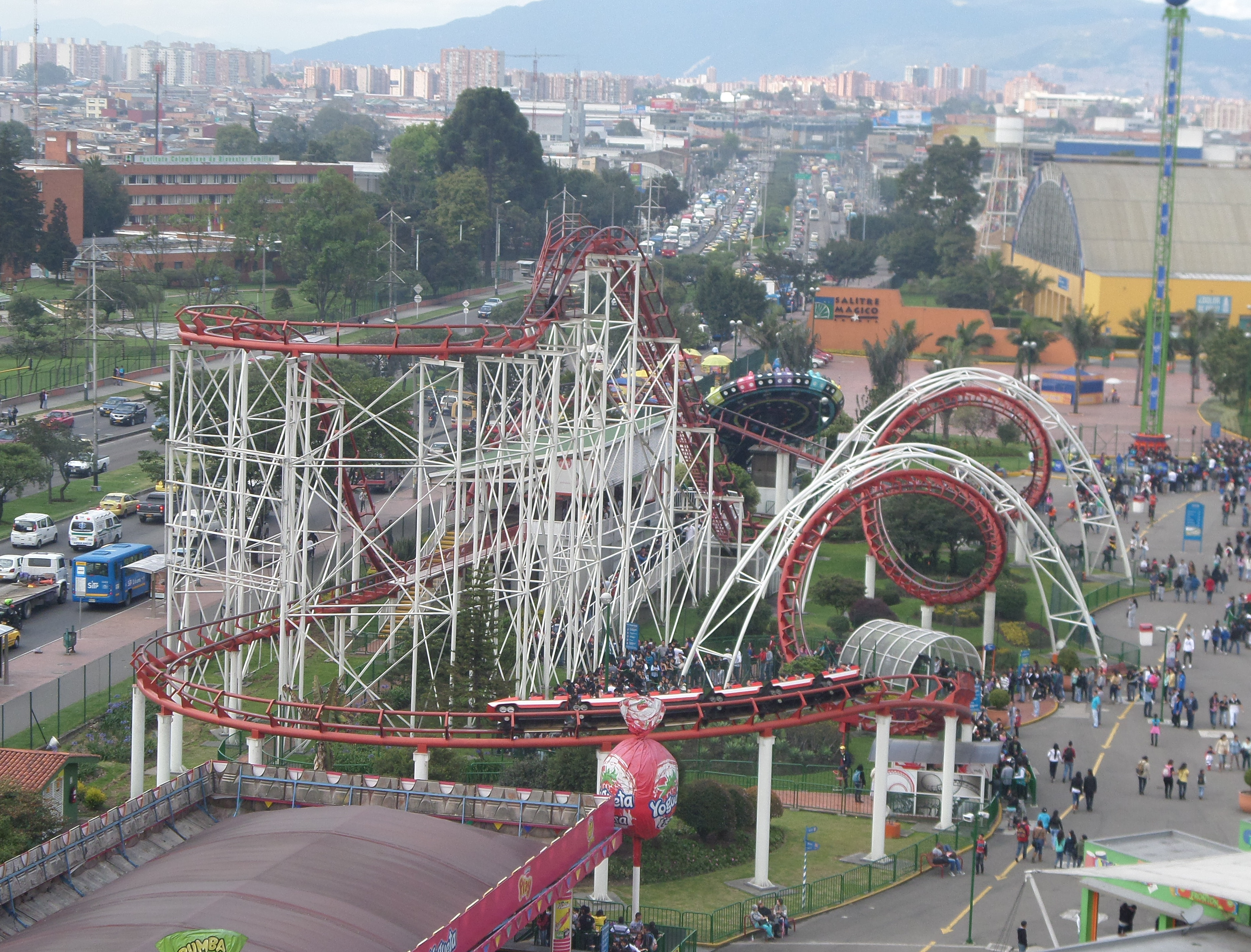
Magnus in Salitre Magico

## Standorte
| Achterbahn                               | Betreiber                                               | Land                         | Eröffnung           | Schließung             |
| ---------------------------------------- | ------------------------------------------------------- | ---------------------------- | ------------------- | ---------------------- |
| Canobie Corkscrew Corkscrew Chicago Loop | Canobie Lake Park Alabama State Fairgrounds Old Chicago | Vereinigte Staaten           | 1987 1982 1975      | 2021 1986 1980         |
| Cork Screw                               | Benyland                                                | Japan                        | 1979                |                        |
| Corkscrew                                | Michigan’s Adventure                                    | Vereinigte Staaten           | 1979                |                        |
| Corkscrew                                | Nagashima Spa Land                                      | Japan                        | 1979                |                        |
| Corkscrew                                | Rusutsu Resort Yatsu Yuenchi                            | Japan                        | 1983 1977           | 1982                   |
| Corkscrew                                | Silverwood Theme Park Knott’s Berry Farm                | Vereinigte Staaten           | 1990 1975           | 1989                   |
| Corkscrew                                | Toshimaen                                               | Japan                        | 7. Juli 1979        | 31. August 2020        |
| Magnus Corkscrew                         | Salitre Magico Myrtle Beach Pavilion Magic Harbor       | Kolumbien Vereinigte Staaten | 2000 1978 1975      | 6. Juni 1999 unbekannt |
| Python                                   | Busch Gardens Tampa                                     | Vereinigte Staaten           | 1. Juli 1976        | 31. Oktober 2006       |
| Roller Coaster Corkscrew                 | MGM Dizzee World Geauga Lake & Wildwater Kingdom        | Indien Vereinigte Staaten    | 1996–2002 1978      | 1995                   |
| Screw Coaster                            | Nara Dreamland                                          | Japan                        | 1979                | 31. Oktober 2006       |
| Spiral Extremeroller                     | Formosa Fun Coast Worlds of Fun                         | Taiwan Vereinigte Staaten    | 1990 10. April 1976 | 2004–2006 1988         |
| Vortex                                   | Calaway Park                                            | Kanada                       | 1982                |                        |
| Wabash Cannonball                        | Old Indiana Fun-n-Water Park Opryland USA               | Vereinigte Staaten           | nie eröffnet 1975   | nie eröffnet 1997      |